# Ольстер (округ, Нью-Йорк)
41°53′ пн. ш. 74°16′ зх. д. / 41.89° пн. ш. 74.26° зх. д.
Округ Ольстер (англ. Ulster County) — округ (графство) у штаті Нью-Йорк, США. Ідентифікатор округу 36111.

## Історія
Округ утворений 1683 року.

## Демографія
За даними перепису
2000 року
загальне населення округу становило 177749 осіб, зокрема міського населення було 89994, а сільського — 87755.
Серед мешканців округу чоловіків було 88460, а жінок — 89289. В окрузі було 67499 домогосподарств, 43563 родин, які мешкали в 77656 будинках.
Середній розмір родини становив 3,03.
Віковий розподіл населення поданий у таблиці:
| Стать    | До 15 років | 15-21 | 22-29 | 30-39 | 40-49 | 50-65 | 65-85 | Понад 85 |
| -------- | ----------- | ----- | ----- | ----- | ----- | ----- | ----- | -------- |
| Чоловіки | 17689       | 8552  | 8364  | 14254 | 15013 | 14700 | 9076  | 812      |
| Жінки    | 16806       | 8197  | 7523  | 13329 | 14560 | 15051 | 11650 | 2173     |

## Суміжні округи
- Грін — північ
- Колумбія — північний схід
- Дачесс — південний схід
- Орандж — південь
- Салліван — південний захід
- Делавер — північний захід

## Місто-побратим
Чернівецька область, Україна

## Виноски
1. ↑  U.S. Decennial Census. United States Census Bureau. Процитовано 8 січня 2015.
2. ↑  Historical Census Browser. University of Virginia Library. Архів оригіналу за 11 серпня 2012. Процитовано 8 січня 2015.
3. ↑  Population of Counties by Decennial Census: 1900 to 1990. United States Census Bureau. Процитовано 8 січня 2015.
4. ↑  Census 2000 PHC-T-4. Ranking Tables for Counties: 1990 and 2000 (PDF). United States Census Bureau. Процитовано 8 січня 2015.
5. ↑  State & County QuickFacts. United States Census Bureau. Архів оригіналу за 28 липня 2011. Процитовано 13 жовтня 2013.(англ.) Наведено за англійською вікіпедією.
6. ↑  American FactFinder. Бюро перепису населення США. Архів оригіналу за 26 лютого 2012. Процитовано 31 січня 2008.
7. ↑  Округ Ольстер та Чернівецька область стали побратимами. decentralization.ua. Процитовано 12 травня 2025.

| США | Це незавершена стаття з географії США. Ви можете допомогти проєкту, виправивши або дописавши її. |